# 帕皮爾尼亞 (利維夫區)
50°0′21″N 23°49′13″E / 50.00583°N 23.82028°E
帕皮爾尼亞（烏克蘭語：Папірня），是烏克蘭西部的村莊，隸屬利維夫州的利維夫區。該村始建於1850年，面積0.2平方公里，2001年人口85，人口密度每平方公里431.47人。